# WyoTech
A Wyomingi Műszaki Intézet (angolul: Wyoming Technical Institute, WyoTech) profitorientált felsőoktatási intézmény az Amerikai Egyesült Államok Wyoming államának Laramie városában. Az 1966-ban alapított intézmény jármű- és olajipari szakképesítéseket kínál.
2018-ban wyomingi magánszemélyek egy csoportja (köztük Jim Mathis egykori rektor) megvásárolta a Zenith Education Grouptól.
A Szakképző Iskolák és Főiskolák Akkreditációs Bizottsága akkreditálta.

## Története
Az első járműipari képzés 1966-ban indult.

### Növekedése
A Corinthian Colleges 2002. július 1-jén 84,4 millió dollár készpénzért (az EBITDA 9,5-szerese) megvásárolta a Wyo-tech Acquisition Corporationt; ekkor csak a laramie-i campus létezett, emellett Pennsylvaniában telephely létesítése zajlott. A kohorszátlag (a tandíjtörlesztést elkezdő, majd a következő pénzügyi évben abbahagyók aránya) 1998-ban 7,2, míg 1999-ben 5 százalék volt. 2004-ben további telephelyek létesültek (például Bostonban, Fremontban és Daytona Beachen); a Daytona Beach-i campuson vízijármű-karbantartói képzések indultak.
2018-ra már csak a laramie-i campus maradt fenn, ami 2022 végén 8400 négyzetméterrel bővült.

### A telephelyek megszűnése
2007-ben a bostoni, 2008-ban pedig az oaklandi, repülőkarbantartói képzést kínáló campus megszűnését jelentették be; előbbit 2008-ban eladták, utóbbit 2009-ben tervezték.
2011-ben szerintük a két éves képzések közül náluk a legmagasabb a végzési arány: a blairsville-i campuson 85,1, míg a laramie-in 80,1 százalék szerzett oklevelet. Ezzel együtt a diákhitelt vissza nem fizetők aránya jelentősen emelkedett: szerint ez a szám Long Beachen 27,4, míg Fremontban 24,6 százalék volt. A szenátus munka- és nyugdíjügyi bizottságának 2012-es jelentése szerint a Corinthian Colleges a hallgatókat a várható költségekkel és az elhelyezkedési lehetőségekkel kapcsolatban megtéveszti; ugyanekkor a Long Beach-i campuson a diákhitelt vissza nem fizetők aránya 36,6%-ra nőtt. 2011 és 2014 között az intézmény magas kamatú hiteleket kínált.
2012-ben bezárták a sacramentói és Long Beach-i campusokat; az intézményekről sokaknak az elhelyezkedés lehetőségének hiánya jutott eszébe. 2013-ban a Mack Trucksszal és a Volvóval együttműködésben fejlett olajipari technológiai képzés indult. A Corinthian Collegest a megtévesztő gyakorlati miatt szövetségi vizsgálatnak vetették alá, melynek következtében a WyoTechnél leépítések kezdődtek. A kritikák szerint a WyoTech (és a többi profitorientált kétéves főiskola) képzései a közösségi főiskoláékhoz képest négyszer-ötször többe kerülnek. Mivel a Daytona Beach-i campusra nem találtak vevőt, az továbbra is nyitva maradt.
A The Center for Investigative Reporting 2014-es jelentése szerint az iskola öt év alatt a G.I. Bill keretéből több mint harminckétmillió dollár támogatást kapott. Az anyacég gyakorlatai miatt a WyoTechet másodrendűként jellemezték.

### Felvásárlás
2015 februárjában az Educational Credit Management Corporation Zenith Education Group leányvállalata megvásárolta a WyoTech három kampuszát és az Everest Főiskola fennmaradó telephelyeit. Április 27-én a három kaliforniai campus megszűnt, mert a hallgatói létszám a vártnál 2–14%-kal alacsonyabb volt.

## Jogi eljárások
2008-ban a fűtés- és klímaszerelői képzés kilenc hallgatója beperelte az intézményt, mivel egyenként negyvenezer dollár diákhitelt vettek fel, de a szak elvégzését követően nem találtak állást. A keresetük szerint az oktatók felkészületlenek és esetenként ittasak voltak, elaludtak tanóra közben és a felszerelés elavult volt. 2013-ban Kalifornia állam eljárást indított a Corinthian Colleges ellen a hallgatók megtévesztése, téves hirdetések és a katonai jelvények engedély nélküli használata miatt.
2014 júliusában a Corinthian Colleges bejelentette, hogy a következő hónapokban minden intézményét eladja; az oktatási minisztérium felszámolóbiztosnak a híresen korrupcióellenes Patrick Fitzgeraldot jelölte ki. 2015. február 3-án 53 campust és online képzést adtak el a Zenith Education Groupnak.

## A tandíjak elengedése
A National Center for Education Statistics szerint az intézmény hallgatóinak 17–24%-a nem fizette vissza a tandíjat.
A szövetségi oktatási minisztérium 2015. június 8-án bejelentette egy olyan módszer kidolgozását, amivel a Corinthian Colleges csalás áldozatává esett hallgatói igényelhetik tandíjtartozásuk elengedését. Ugyan hivatalos folyamat nem létezik, a minisztérium összeállított egy javaslatot a benyújtandó dokumentumokról és a Debt Collective tanácsadócsoport is kidolgozott egy segítséget. Utóbbi szervezet folyamata a minisztérium szerint nem egyértelmű, mivel több mint ezren adtak be kérelmet, ezzel „adósságellenes mozgalmat” hoztak létre.

## Nevezetes személy
- Jessi Combs, fémmegmunkáló, televíziós személyiség[35]

## Fordítás
- Ez a szócikk részben vagy egészben  a   WyoTech című angol Wikipédia-szócikk ezen változatának fordításán alapul.  Az eredeti cikk szerkesztőit annak laptörténete sorolja fel. Ez a jelzés csupán a megfogalmazás eredetét és a szerzői jogokat jelzi, nem szolgál a cikkben szereplő információk forrásmegjelöléseként.